# Pihla-Kaibaldi
Pihla-Kaibaldi este o arie protejată (arie specială de conservare — SAC, sit de importanță comunitară — SCI) din Estonia întinsă pe o suprafață de 3.780 ha, integral pe uscat.

## Localizare
Centrul sitului Pihla-Kaibaldi este situat la coordonatele 58°56′09″N 22°40′26″E / 58.9359°N 22.674°E.

## Înființare
Situl Pihla-Kaibaldi a fost declarat sit de importanță comunitară în aprilie 2004 pentru a proteja 1 specie de plante și 1 specie de animale. Situl a fost protejat și ca arie specială de conservare în septembrie 2006.

## Biodiversitate
Situată în ecoregiunea boreală, aria protejată conține 9 habitate naturale: Dune împădurite din regiunile atlantică, continentală și boreală, Depresiuni intradunale umede, Vegetație psamofilă uscată cu pășuni deschise de Corynephorus și Agrostis, Turbării active, Mlaștini turboase de tranziție și turbării mișcătoare, Depresiuni pe substraturi de turbă de Rhynchosporion, Taiga vestică, Păduri caducifoliate de mlaștină fino-scandinave, Mlaștini împădurite.
La baza desemnării sitului se află mai multe specii protejate:
- plante (1): moșișoare (Liparis loeselii)
- mamifere (1): vidră de râu (Lutra lutra)

Pe lângă speciile protejate, pe teritoriul sitului au mai fost identificate 7 specii de plante.